# Almoravidische dinar

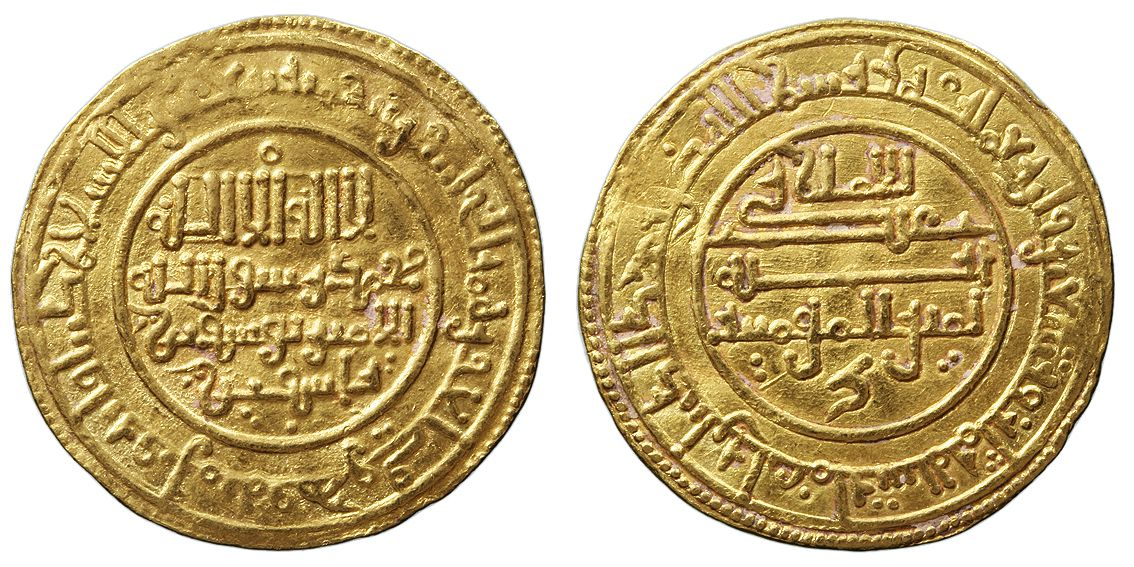
Dinar geslagen onder Yusuf ibn Tashfin in Aghmat.

De Almoravidische dinar (Arabisch: الدينار المرابطي ) was een gouden munt die werd geslagen onder de Almoravidische dynastie in de Maghreb en Iberië. De munten die ze produceerden, werden geleverd door de West-Afrikaanse goudmijnen ten zuiden van de Sahara. De Almoravidische dinars circuleerden ver buiten het bereik van het rijk; de christelijke koninkrijken van Iberië noemden ze "marabotins" en "maravedís".

## Geschiedenis
Toen de Almoraviden rond 1054 Audoghast veroverden, kregen ze de controle over het zuidelijke punt van de trans-Sahara route. Toen Abu Bakr ibn Umar de verovering van de Sijilmasa-oases vanuit de Maghrawa leidde, bezetten ze het noordelijke punt. In deze positie waren de Almoraviden in staat om de trans-Sahara goudhandel te beheersen en ervan te profiteren. Binnen twee jaar na de inname van Sijilmasa, de toegangspoort voor goud naar Noord-Afrika, werden daar dinars geslagen in naam van Abu Bakr ibn 'Umar.
In 1087 toen Yusuf ibn Tashfin officieel leider van de Almoraviden werd, werden er munten met zijn naam geslagen en nam het productievolume toe. Naast Sijilmasa werden er munten geslagen in verschillende nieuwe munten, waarvan de eerste in Aghmat was in 1093. De munt in Aghmat had tot 1122 de hoogste productie van alle munthuizen in Noord-Afrika, en Muhammad al-Idrisi merkte op in Nuzhat al- Mushtāq dat onder de Almoraviden de bevolking van Aghmat de rijkste was.
Vanaf ongeveer 1096 werden Almoravidische dinars geslagen in Al-Andalus, te beginnen in Sevilla. Er was een opmerkelijke toename van de productie rond 1104, het jaar nadat Ali ibn Yusuf werd erkend als de erfgenaam van het rijk; op deze munten stond zijn naam samen met die van zijn vader. Ronald A. Messier suggereert dat dit "bedoeld was om de legitimiteit van Ali's 'recht' op de troon bekend te maken".
Onder Ali nam de muntproductie enorm toe. Dinars werden geslagen in Marrakesh, de nieuw opgerichte hoofdstad van de Almoraviden, vanaf ongeveer 1097. Vier jaar later werden ze ook geslagen in Fes, Tlemcen en Nūl Lamta. De munten die in meerdere steden werden geslagen, hielpen de Almohadische sultan om zijn controle over verre delen van zijn rijk te verstevigen; zijn naam op de munten fungeerde als een soort brandmerk en symbool van autoriteit om mogelijke opstanden te voorkomen.
De grootste omvang van de productie van Almoravidische dinar begon rond 1120 en duurde tot ongeveer 1130; het was het hoogtepunt van de welvaart van de Almoraviden toen de meeste constructies van Ali plaatsvonden. De meest productieve Andalusische munten waren in die tijd in Almería, Sevilla en Granada - de belangrijkste steden voor internationale handel.
Met de dreiging van Ibn Toemart en de Almohadenbeweging verlegde Ali zijn aandacht naar het Afrikaanse deel van zijn rijk. Rond 1130 werden er meer Almoravidische dinars gemaakt in Maghreb dan in Iberië. Van 1139 tot 1146 voerden de Almohaden van Ibn Tumart een totale oorlog tegen de Almoraviden totdat ze uiteindelijk Marrakesh veroverden. De economische gevolgen van dit conflict waren zelfs voelbaar in 1141, toen kooplieden uit Fes klaagden over de Almohaden "usurpatoren".
De laatste Almoravidische sultan, Ishaq ibn Ali, en enkele onbekende Almoravidische rebellen sloegen een paar dinars van 1146 tot 1151.

## Circulatie
De Almoraviden handelden vrijwel uitsluitend met lokaal geproduceerde dinars. Onder de Almoraviden exporteerde Al-Andalus goederen naar onder meer Maghreb, Egypte en Frankrijk. Het importeerde ook goederen uit veel verschillende gebieden, waaronder China, India, Perzië, het Midden-Oosten, Noord-Afrika en Europa. Vanwege het uitgebreide handelsnetwerk van de Almoraviden en de befaamde kwaliteit van hun munten, werden de mediterrane markten bijna een eeuw lang overspoeld met Almoravidische dinars en concurreerden ze met de Fatimidische dinar als de dominante valuta van de mediterrane handel.